# PT Весов
PT Весов (лат. PT Librae) — двойная затменная переменная звезда типа W Большой Медведицы (EW) в созвездии Весов на расстоянии (вычисленном из значения параллакса) приблизительно 5684 световых лет (около 1743 парсеков) от Солнца. Видимая звёздная величина звезды — от +14,6m до +13,9m. Орбитальный период — около 0,4346 суток (10,429 часов).